# 펠리체 보렐
펠리체 플라치도 보렐(이탈리아어: Felice Placido Borel feˈliːtʃe boˈrɛl[*]; 1914년 4월 5일, 알프-코트 다쥐르 지방 니스 ~ 1993년 1월 21일, 피에몬테 주 토리노)은 이탈리아의 전 축구 선수로, 현역 시절 스트라이커로 활약했다. 그는 이탈리아의 1934년 월드컵 우승 주역이었다.

## 클럽 경력
보렐은 프랑스 니스 출신이다. 현역 시절, 그는 유벤투스와 유벤투스의 같은 연고지 경쟁 구단 토리노에서 세리에 A 무대를 누볐고, 말년에는 알레산드리아와 나폴리 소속으로 세리에 B 무대를 뛰었다.
그는 유벤투스 소속으로 157골을 기록했고, 세리에 A를 3번(1933년, 1934년, 그리고 1935년) 우승했고, 1938년에는 코파 이탈리아도 우승했고, 같은 시기에 2차례(1933, 1934) 세리에 A 득점왕에도 등극했다. 그는 유벤투스의 역대 최다 득점 6위에 올라 있다. 그는 1940년에 유벤투스로 복귀해 선수 겸 감독도 역임했다.
그는 1부 리그인 세리에 A에서 31골로 세리에 A 득점왕에 오른 유벤투스 선수들 중 역대 최다 득점 기록을 올렸다. 비록 히르체르 페렌츠가 35골로 역대 1부 리그 최다 득점 세리에 A 득점왕 등극 기록을 세웠지만 당시 리그명은 프리마 디비시오네였다.

## 국가대표팀 경력
보렐은 이탈리아 국가대표팀 일원으로 1933년과 1934년 사이에 활동했는데, 1933년 11월 22일에 부다페스트 열린 헝가리와의 첫 국가대표팀 경기에서 처음이자 마지막으로 이탈리아 국가대표팀 득점을 기록했는데, 이탈리아는 이 1933-35년 중부 유럽 선수권 대회에서 정상에 올랐다. 그는 이탈리아의 1934년 월드컵 우승 주역이기도 했지만, 1934년 6월 1일에 열린 스페인과의 8강전에서 1차례 출전하는데 그쳤다.

## 경기 방식
작은 나비(farfallino)라는 별칭으로 수식되는 보렐은 주로 중앙 공격수를 맡았고, 이탈리아와 유벤투스의 손꼽히는 정상급 공격수였다. 그는 주력, 역동성, 골 결정력, 공몰이, 차넣기, 단체 전술, 그리고 기술력으로 두각을 나타냈다. 그는 말년에 안쪽 공격수 혹은 중간측 미드필더(mezzala), 혹은 공격형 중앙 미드필더도 맡았다. 그러나, 그의 능력에도 불구하고, 부상을 자주 당하는 편이었다.

## 은퇴 후
1958-59 시즌, 그는 카타니아의 기술 단장을 역임했다.

## 사생활
펠리체의 형 알도 보렐도 프로 선수로서 10년 동안 세리에 A에서 활약했고, 그의 부친 에르네스토 보렐은 니스, 칸, 그리고 유벤투스에서 1900년대부터 1910년까지 활약했고, 훗날 감독도 역임했다. 알도와 펠리체를 구분하기 위해 둘은 각각 보렐 1호(Borel I)와 보렐 2호(Borel II)로 수식되었다.

## 개인

### 클럽
유벤투스
- 세리에 A: 1932–33, 1933–34, 1934–35
- 코파 이탈리아: 1937–38

### 국가대표팀
이탈리아
- 월드컵: 1934
- 중부 유럽 선수권 대회: 1933-35

### 개인
- 세리에 A 득점왕: 1932–33 (29골), 1933–34 (31골)[1][3]